# 教訓主義
教訓主義（きょうくんしゅぎ、英語: didacticism、ダイダクティシズム）とは、文学その他の芸術の中で、教育的で有益な特質を強調する芸術観のこと。詩であれば教訓詩（didactic poetry）、戯曲であれば教訓劇（didactic play）。

## 概略
教訓主義芸術は本質的にエンターテインメントや芸術家の個人的な目標の追求を許さない。
批評とアドバイスを列挙したアレキサンダー・ポープの『批評論』（1711年出版）はその一例といえる。
「didactic（教訓的）」という語は、有益で事実に基づく（かつ/もしくはその他の）教育的情報を詰め込みすぎたテキスト（ならびにその延長として映画やテレビのようなメディア）、時には読者（視聴者）の楽しみを損なうもの指すこともある。対義語は「non-didactic（非教訓的）」である。もし作者がメッセージの伝達以上に芸術的な特質や技巧を大事だと考えたら、たとえその作品が教育的に有益なものでも、「non-didactic」と見なされる。
最良の詩のほとんどすべて教訓的だとする意見もあった。それに対して、エドガー・アラン・ポーは『詩の原理』（1850年出版）の中で、教訓主義を「異端」の最たるものと呼んでいる。
古代ギリシア・ローマの教訓詩は、叙事詩の文体（ヘクサメトロス）をとる場合が多く、内容は哲学・系譜学・科学技術など多岐にわたった。

## 教訓主義といわれる作品の一覧

### ギリシア・ローマ
- ヘシオドス『神統記』『仕事と日』[1][2]
- アラトス『星辰譜』[2][3]
- ニカンドロス『有毒生物誌』『毒物誌』[3]
- オッピアノス（英語版）『漁夫訓』[3]
- パルメニデス『自然について』
- ルクレティウス『事物の本性について（英語版）』[2]
- ウェルギリウス『農耕詩』[2]
- マニリウス『アストロノミカ』

### その他
- ジャータカ（5世紀）
- ジョン・バニヤン『天路歴程』（1678年）
- 作者不詳『靴ふたつさん（英語版）』（1765年）
- イグナツィ・クラシツキ『ミコワイ・ドシフィヤトチンスキの冒険（英語版）』（1776年）
- パーシー・ビッシュ・シェリー『女王マッブ（英語版）』（1813年）
- アイン・ランド『肩をすくめるアトラス』（1957年）
- ヨースタイン・ゴルデル『ソフィーの世界』（1991年）

教訓劇は道徳またはテーマの使用を通して観客に教える。
音楽における教訓主義には、グイード・ダレッツォがソルフェージュの音名（solfège syllables）を教えるために使った『聖ヨハネ賛歌』がある。